# Grosbreuil

Grosbreuil este o comună în departamentul Vendée, Franța. În 2009 avea o populație de 2,002 de locuitori.